# 奥列格·斯特普科
奥列格·谢尔盖耶维奇·斯特普科（烏克蘭語：Олег Сергі́йович Степко，1994年3月25日—），乌克兰、阿塞拜疆、俄罗斯男子竞技体操运动员，2013年夏季世界大运会男子团体全能银牌得主和男子鞍马铜牌得主、2015年世界竞技体操锦标赛男子双杠铜牌得主。